# Conomorphus flavicornis
Conomorphus flavicornis es una especie de coleóptero de la familia Mycteridae.

## Distribución geográfica
Habita en Brasil.